# Choerades kwadjoi
Choerades kwadjoi är en tvåvingeart som beskrevs av Tomasovic 2007. Choerades kwadjoi ingår i släktet Choerades och familjen rovflugor.
Artens utbredningsområde är Gabon. Inga underarter finns listade i Catalogue of Life.